# Kleinaitingen
Kleinaitingen é um município da Alemanha, situado no distrito de Augsburg, no estado da Baviera. Tem 15,67 km² de área, e sua população em 2019 foi estimada em 1.295 habitantes.